# Будинок на Терещенківській вулиці, 5
Будинок на Терещенківській вулиці, 5 — житловий будинок у Шевченківському районі Києва, на вулиці Терещенківській. Має статус пам'ятки архітектури та історії місцевого значення (охоронний № 1111-Кв). Зведений у 1934 році за проєктом харківського архітектора С. Григор'єва у стилі пізнього конструктивізму. У цьому будинку, первісно відомому як «Перший будинок Раднаркому», мешкало багато діячів науки та культури радянської доби.

## Історія
Після перенесення у червні 1934 року столиці УСРР з Харкова до Києва, Рада народних комісарів УСРР наказала збудувати у Києві низку житлових будинків для своїх співробітників і працівників ДПУ, штабу УВО, ЦК, ВУЦВК, чия загальна потреба у житлі становила 1140 квартир. У першій хвилі будівництва запланували звести п'ять житлових будинків загалом на 192 квартири, першим з яких став будинок на 12 квартир у київському Старому місті, на вулиці Терещенківській (тоді — Чудновського), 5 (інші чотири будинки спорудили на Липках). Будівництво житла для радянських урядовців довірили команді архітекторів з колишньої столиці — Харкова — на чолі з Сергієм Вікторовичем Григор'євим, чиєю першою спорудою в Києві став саме будинок на Терещенківській.
Вочевидь, проєктування першого урядового будинку почали ще до офіційного перенесення столиці до Києва, тому що так званий «Перший будинок Раднаркому» звели ударними темпами і урочисто здали того ж 1934-го року, до 27-ї річниці Жовтневого перевороту.
За радянських часів квартири у цьому будинку давали урядовцям і культурним діячам, лояльним до радянської влади. Так, у будинку жили голова правління Спілки письменників України, депутат Верховних Рад УРСР і СРСР Микола Бажан, міністр освіти УРСР Іван Білодід, голова Держкіно УРСР Василь Большак, міністр освіти УРСР, голова Верховної Ради УРСР Павло Тичина. 26 січня 1980 року у квартирі, де жив останній, відкрили його літературно-меморіальний музей-квартиру. Також у 1990—1996 роках у будинку діяв діяв меморіальний музей Миколи Бажана на громадських засадах, який очолювала вдова поета. Після її смерті у 1996 році меморіальний музей-квартира Бажана став частиною Національного музею літератури України.

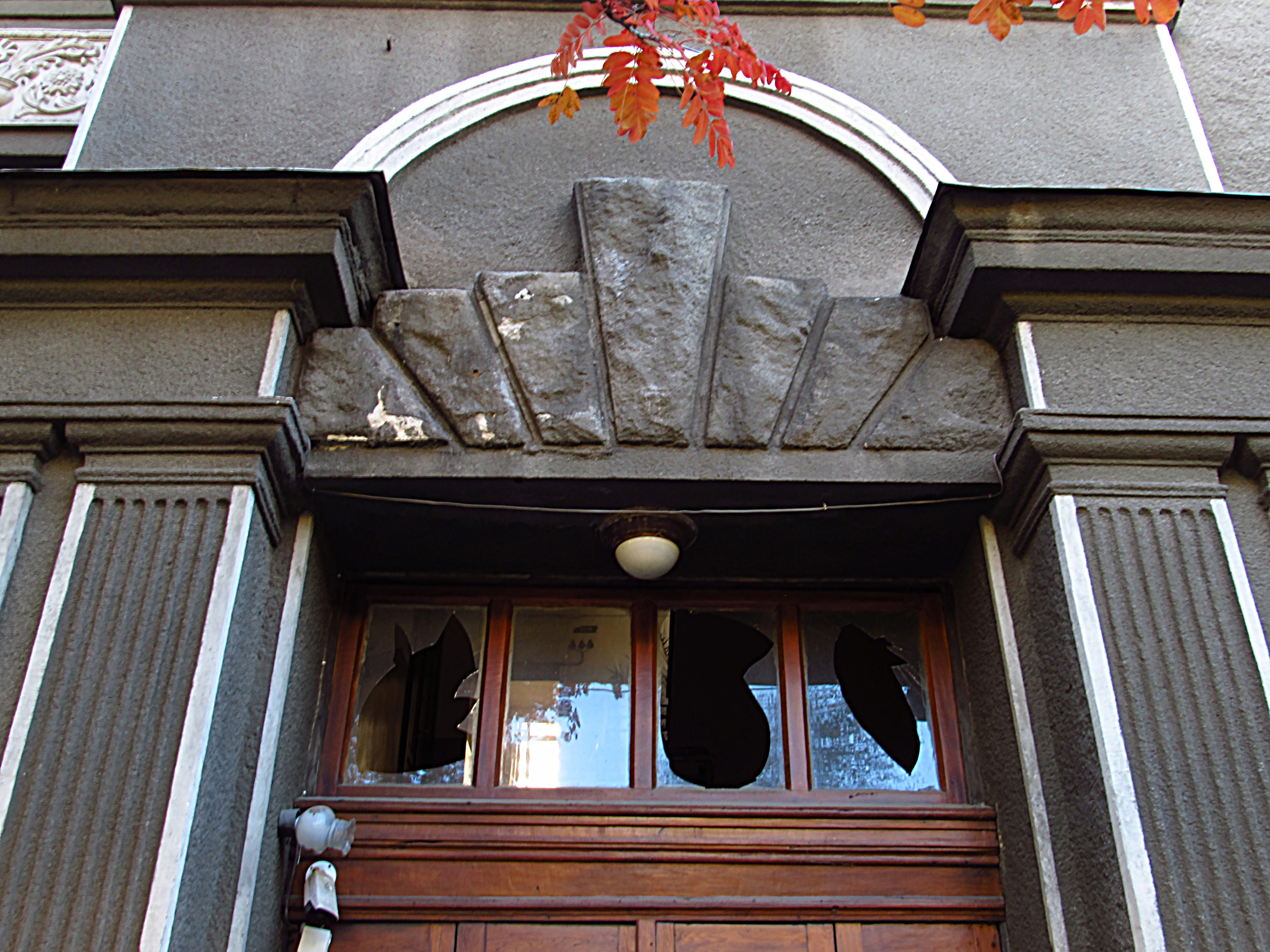
Вибиті ударною хвилею шибки будівлі музеїв П.Тичини і М. Бажана, 2022.

Під час повномасштабного вторгнення Росії в Україну будинок № 5 постраждав від ракетного удару 10 жовтня 2022 року: були пошкоджені фасади та частково вибиті вікна, зокрема, в Літературно-меморіальному музеї Павла Тичини та музеї Миколи Бажана. Музейні експозиції не постраждали.

## Опис
Будинок чотириповерховий, з підвалами, цегляний, вкритий чотирисхилим вальмовим дахом, внутрішні перекриття пласкі. У плані прямокутний, двосекційний, на 12 дво-, три- та чотирикімнатних квартир.
В архітектурному плані будинок все ще відносять до періоду пізнього конструктивізму, проте в його плануванні та оздобленні вже помітні риси неокласицизму 1930-х років. Останній проявляється перш за все у симетричному, вертикально розчленованому фасаді, центральна частина якого підкреслюється невисоким аттиком із ліпним фризом, а фланкують її невисокі рустовані ризаліти, в які винесені об'єми сходових кліток і суміжні з ними одновіконні прясла. Вхідні групи в ризалітах первісно мали бути оформлені портиками, проте це викликало зауваження при затвердженні проєкту, тому реалізували інший, скромніший варіант, за яким вхідні двері обрамовувалися класицистичними спарованими пілястрами та увінчувалися ліпною аркою-архівольтом із замковим каменем під нею. Втім, в оздобленні будинку все ще багато елементів, притаманних конструктивізму. Так, сходові клітки мають вертикальне засклення, розділене на три нерівні фрагменти вузькими віконними перекладками. Балкони, що прилягають до ризалітів, зроблені кутовими, а прямокутні вікна чолового фасаду здебільшого майже квадратні, що також характерно для стилю конструктивізм.
Оздоблення чолового фасаду стримане: перший поверх і ризаліти прикрашені білими рустуванням, вікна третього і четвертого поверху — білими ліпними підвіконними фільонками, притаманними українському бароко, аттик центральної частини — великим білим ліпним панно. Також білим кольором прокреслені рамкові облямування віконних прорізів з другого по четвертий поверх і декоративні архівольти над вхідними дверима. Автором ліпних вставок був скульптор М. І. Гельман. Підвіконні вставки-фільонки містять декоративні рослинно-квіткові композиції, в центрі яких, в залежності від розмірів вікон, розташовується рельєфна ваза (у більших за розмірами фільонках) або куманець (у менших). Ліпне панно у фризі центральної частини первісно, за пропозицією Гельмана, мало містити зображення на тему дозвілля і відпочинку, натякаючи на те, що в цьому будинку відпочивають у родинному колі стомлені важкою працею радянські урядовці. Втім, у реалізованому варіанті панно містить стандартні радянські символи: серп і молот у щиті, роги достатку та гірлянди.
Особливістю цього будинку став темно-сірий тиньк, яким вкриті його стіни. Річ у тім, що наприкінці 1920-х років виснажилися місцеві поклади зеленої спондилової глини — основної складової київської жовтої цегли. Окрім того, київські цегельні заводи після довгого періоду занепаду і розрухи були реконструйовані згідно із новими вимогами соціалістичного господарства, що, втім, призвело до зниження якості цегли. Будинки, зведені у 1920-х роках, не тинькували, тому під впливом клімату вони швидко втрачали гарний вигляд. Це було абсолютно неприпустимо для будинків, де мала жити радянська еліта, тому новий будинок на Терещенківській (та й більшість наступних будинків цього періоду) вкрили рельєфним темно-сірими тиньком «під шубу».
У 1937 році професор С. Гіляров у своїй статті «Два роки столичної архітектури» назвав будинок на Терещенківській, 5 «першою ластівкою столичної архітектури» і однією з «найбільш вдалих будов столичного Києва». Будинок № 5 — цікавий зразок архітектурного поєднання конструктивізму 1920-х та класицистично-монументальних форм 1930-х років.

## Відомі мешканці
- I поверх:

- кв. № 1 — академік Білодід Іван Костянтинович (липень 1957 — грудень 1974)

- II поверх:

- кв. № 3 — поет Тичина Павло Григорович (у 1944—1967 роках)
- кв. № 4 — диригент Турчак Стефан Васильович (у 1980—1988 роках)

- III поверх:

- кв. № 5 — у 1934—1938 роках — радянський державний діяч Сухомлин Кирило Васильович (репресований), у 1944—1983 роках — письменник і громадський діяч Бажан Микола Платонович
- кв. № 6 — академік Шліхтер Олександр Григорович (у 1936—1940 роках)

- IV поверх:

- кв. № 9 — письменник Большак Василь Григорович (у 1973—1988 роках)

- кв № 10 — заступник голови РНК УРСР Порайко Василь Іванович (1934 — 13 серпня 1937) спільно з дружиною Морозовою-Порайко Надією Дмитрівною, сином та тещею[19].
- кв № 12 — начальник управління мистецтв при НКО Хвиля Андрій Ананійович (1934 — 13 серпня 1937) з сім'єю[20].
- № квартири невідомий — оперна співачка Мірошниченко Євгенія Семенівна (у 1985—2009 роках)[21][22].
- № квартири невідомий — письменник Загребельний Павло Архипович (у 1977—1999 роках)[23].

## Меморіальні дошки
- Миколі Бажану — бронзова з барельєфним портретом, скульптор І. Макогон, архітектор О. Стукалов; встановлена у 1984 році[9].
- Павлу Загребельному — бронзова з барельєфним портретом; встановлена 20 серпня 2014 року[23].
- Євгенії Мірошниченко — бронзова з барельєфним портретом, скульптор І. Мельничук; встановлена 27 квітня 2019 року[21][22].
- Кирилові Сухомлину — бронзова з барельєфним портретом, скульптор В. Проскуров, архітектор Г. Урсатий; встановлена у 1989 році[9], демонтована.
- Павлу Тичині — бронзова з барельєфним портретом, скульптор А. Фуженко, архітектор Т. Довженко; встановлена у 1971 році[9][24].
- Стефану Турчаку — бронзова з рельєфним зображенням ліри і нотного стану, скульптор В. Сівко; встановлена у 1994 році[9].
- Олександру Шліхтеру — білий мармур, архітектор І. Шмульсон; встановлена у 1959 році[9][24], демонтована в рамках декомунізації.